# 勒普朗蒂
勒普朗蒂（法語：Le Plantis，法語發音：[lə plɑ̃ti]）是法国奥恩省的一个市镇，属于阿朗松区。

## 地理
勒普朗蒂（48°36'3"N, 0°22'53"E）面积8.02 平方千米，位于法国诺曼底大区奧恩省，该省份为法国西北部内陆省份，北起顺时针与卡爾瓦多斯省、厄尔省、厄尔-卢瓦省、萨尔特省、马耶讷省和芒什省接壤。
与勒普朗蒂接壤的市镇（或旧市镇、城区）包括：泰利耶尔勒普莱西、萨尔特河畔圣斯科拉斯、库尔托梅、萨尔特河畔圣阿尼昂、圣欧班德库特赖。

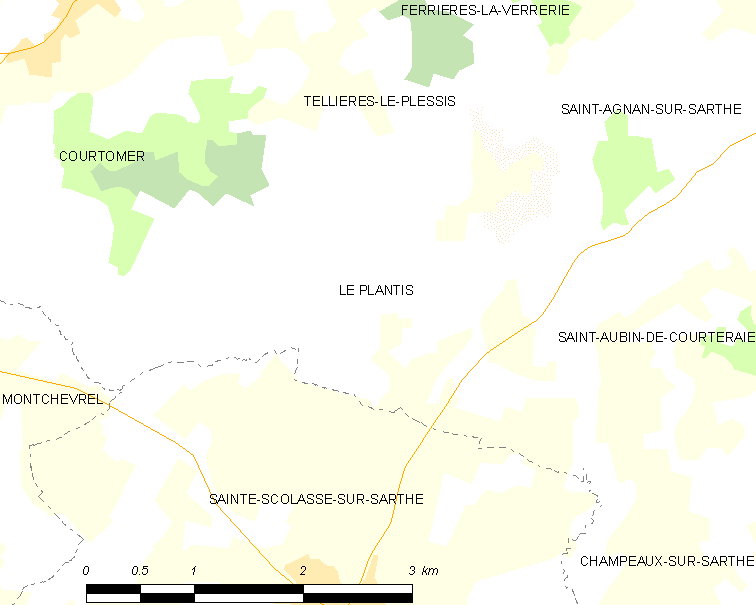
勒普朗蒂的OSM定位图

勒普朗蒂的时区为UTC+01:00、UTC+02:00（夏令时）。

## 行政
勒普朗蒂的邮政编码为61170，INSEE市镇编码为61331。

## 政治
勒普朗蒂所属的省级选区为埃库沃县。

## 人口

1962-2008年间勒普朗蒂人口变化图示

勒普朗蒂于2022年1月1日时的人口数量为126人。